# Tiszaszászfalu
Tiszaszászfalu (ukránul Сасове (Szaszove / Sasove), szlovákul Sásfala) falu Ukrajnában, a Beregszászi járásban, Nagyszőlőstől 10 km-re délkeletre a Tisza bal partján.

## Történelem
Valószínűleg határában az Ugocsa nevű dűlőben állott egykor Ugocsa vára, várispánság és Ugocsa vármegye első székhelye, ma nyoma sincsen.
1910-ben 1615, többségben ruszin lakosa volt, jelentős magyar kisebbséggel. A trianoni békeszerződésig Ugocsa vármegye Tiszántúli járásához tartozott.

## Közlekedés
A települést érinti a Nagyvárad–Székelyhíd–Érmihályfalva–Nagykároly–Szatmárnémeti–Halmi–Királyháza-vasútvonal.